# Dickschnabelkitta
Der Dickschnabelkitta (Urocissa caerulea, chinesisch 臺灣藍鵲 Táiwān lánquè) ist eine auf der Insel Taiwan endemische Vogelart aus der Familie der Rabenvögel. In seiner Heimat wird er auch die Bergdame mit dem langen Schweif (chinesisch: 長尾山娘 Chángwěi Shānniáng; taiwanisch: Tn̂g-boé Soaⁿ-niû) genannt. Bei einer vom Internationalen Vogelfreunde-Verband Taiwan veranstalteten Internet-Abstimmung im Jahr 2007 wurde er zum inoffiziellen „Nationalvogel“ Taiwans gekürt.

## Beschreibung
Die Körperlänge des Dickschnabelkittas beträgt 63 bis 69 cm. Charakteristisch ist der lange Schwanz, der bis zu 40 cm misst. Die Flügel erreichen eine Länge zwischen 18 und 21 cm. Das Federkleid von Hahn und Henne gleichen sich. Kopf, Hals und Brust sind schwarz, die Augen gelb, Schnabel und Beine rot. Das übrige Federkleid ist von einem satten Dunkelblau, wobei der Unterbauch eine hellere Färbung aufweist. An den Flügelenden und der Schwanzspitze  sind die Federn weiß.

## Vorkommen
Der Dickschnabelkitta kommt für gewöhnlich in den taiwanischen Gebirgswäldern in Höhen zwischen 300 und 1200 m vor. Er ist innerhalb seines Verbreitungsgebiets häufig anzutreffen und wird von der Weltnaturschutzunion IUCN als „nicht gefährdet“ eingestuft. Dennoch steht er aufgrund seiner Besonderheit als endemische Tierart in Taiwan als „seltene und wertvolle“ Art gemäß dem Gesetz zum Schutz wertvollen Kulturerbes (chinesisch: 文化資產保存法 Wénhuà zīchǎn bǎocún fǎ) seit 1989 unter Naturschutz.

## Verhalten
Dickschnabelkittas sind gesellig und werden oft in Gruppen von sechs oder mehr angetroffen. Beim gemeinsamen Flug fliegen sie häufig wie in einer Reihe hintereinander. Ähnlich der Elster besteht ihr Ruf aus einem krächzenden „Schäckern“ aus schnell aufeinander folgenden Rufreihen. Sie sind Allesfresser, ihre Nahrung umfasst Früchte, Pflanzen und Samen, aber auch Insekten, kleine Vögel und Nagetiere oder Schlangen. Manchmal werden Nahrungsreste für späteren Verzehr aufbewahrt. Dickschnabelkittas leben monogam. Während die Henne brütet, helfen die Hähne beim Nestbau und bei der Nahrungssuche. Die Brutzeit liegt zwischen März und April. Im schalenförmigen Nest werden zwischen drei und acht olivgrüne und braun gesprenkelte Eier gelegt. Das Schlüpfen erfolgt nach 17 bis 19 Tagen. Bei Gefahr durch Angreifer verteidigen Dickschnabelkittas ihr Nest vehement.